# Sportwagen-Weltmeisterschaft 1960

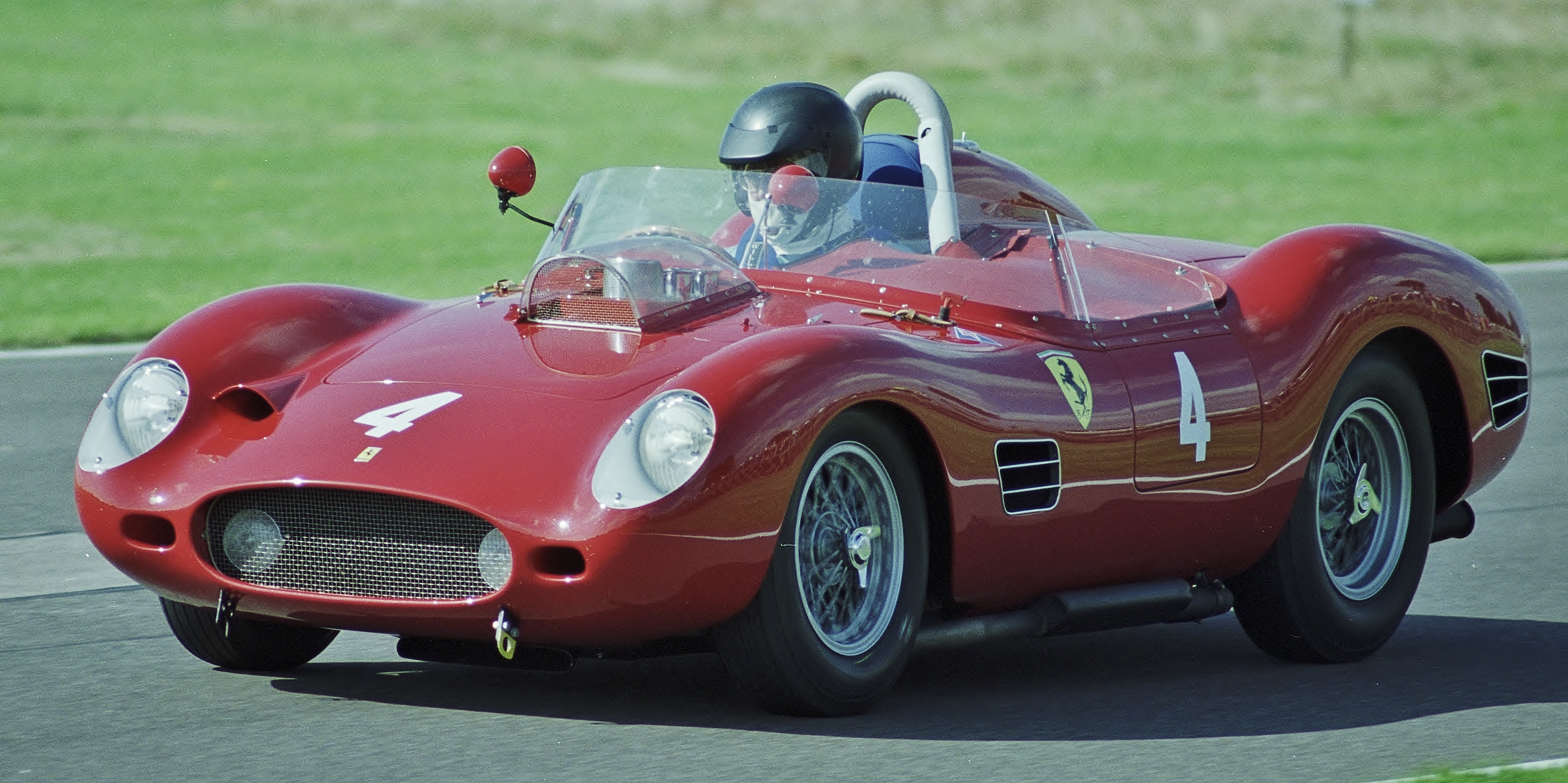
Ferrari 250 Testa Rossa 59/60

Die Sportwagen-Weltmeisterschaft 1960 war die achte Saison dieser Meisterschaft. Sie begann am 31. Januar und endete am 26. Juni 1960.

## Meisterschaft
Nach dem Rückzug der Werksmannschaft von Aston Martin nach dem Gewinn des Weltmeistertitels 1959 entwickelte sich 1960 das Porsche Team zum großen Herausforderer der Scuderia Ferrari. Am Ende der Saison hatten sowohl Porsche als auch Ferrari jeweils zwei Saisonrennen gewonnen und nach Abzug der Streichresultate je 22 Meisterschaftspunkte erreicht. Ferrari gewann den Titel, weil die italienische Marke einen dritten Endrang mehr erzielt hatte.
Ferrari siegte beim 1000-km-Rennen von Buenos Aires und dem 24-Stunden-Rennen von Le Mans. Porsche triumphierte beim 12-Stunden-Rennen von Sebring und der Targa Florio. Beim 1000-km-Rennen auf dem Nürburgring gewann Camoradi Racing für Maserati.

## Rennkalender
| Nr. | Datum          | Rennname / Rennstrecke                                            | Team                     | Gesamtsieger                    | Fahrzeug                           | Meisterschaft |
| --- | -------------- | ----------------------------------------------------------------- | ------------------------ | ------------------------------- | ---------------------------------- | ------------- |
| 1   | 31. Januar     | 1000-km-Rennen von Buenos Aires (Autódromo Municipal-Avenida Paz) | Scuderia Ferrari         | Cliff Allison Phil Hill         | Ferrari 250TR59/60 Fantuzzi Spyder | Marken        |
| 2   | 26. März       | 12-Stunden-Rennen von Sebring (Sebring International Raceway)     | Joakim Bonnier           | Hans Herrmann Olivier Gendebien | Porsche 718 RS 60                  | Marken        |
| 3   | 8. Mai         | Targa Florio (Piccolo circuito delle Madonie)                     | Porsche KG               | Hans Herrmann Joakim Bonnier    | Porsche 718 RS 60                  | Marken        |
| 4   | 22. Mai        | 1000-km-Rennen auf dem Nürburgring (Nürburgring)                  | Camoradi USA Racing Team | Stirling Moss Dan Gurney        | Maserati Tipo 61                   | Marken        |
| 5   | 25. – 16. Juni | 24-Stunden-Rennen von Le Mans (Circuit des 24 Heures)             | Scuderia Ferrari SpA     | Paul Frère Olivier Gendebien    | Ferrari 250TR59/60                 | Marken        |

## Marken-Weltmeisterschaft für Konstrukteure

### Gesamtwertung
| Position | Konstrukteur | 1   | 2   | 3 | 4   | 5 | Gesamt |
| -------- | ------------ | --- | --- | - | --- | - | ------ |
| 1        | Ferrari      | 8   | (4) | 6 | (4) | 8 | 22     |
| 2        | Porsche      | (4) | 8   | 8 | 6   |   | 22     |
| 3        | Maserati     | 3   |     |   | 8   |   | 11     |
| 4        | Aston Martin |     |     |   |     | 4 | 4      |